# Liste der Bodendenkmale in Bischofswerda
In der Liste der Bodendenkmale in Bischofswerda sind die Bodendenkmale der Stadt Bischofswerda und ihrer Ortsteile nach dem Stand der Auflistung von Harald Quietzsch und Heinz Jacob aus dem Jahr 1982 aufgelistet. Eventuelle Änderungen und Ergänzungen, insbesondere aus der Zeit nach der Wende, sind nicht berücksichtigt, da für Sachsen aktuell keine neueren allgemein zugänglichen Bodendenkmallisten vorliegen. Die Baudenkmale sind in der Liste der Kulturdenkmale in Bischofswerda aufgeführt.
| Denkmal-ID | Fundart            | Ortsteil   | Bezeichnung                              | Zeitstellung                | Lage                                           | Bemerkungen                 | Bild |
| ---------- | ------------------ | ---------- | ---------------------------------------- | --------------------------- | ---------------------------------------------- | --------------------------- | ---- |
| ?          | Befestigung > Burg | Schönbrunn | vermutete Wehranlage „Fichtners Schanze“ | Spätmittelalter bis Neuzeit | südöstlich des nördlichen Ortsteils, Höhenlage | Schutz seit 25. Januar 1978 |      |